# Den fantastiska räven
Den fantastiska räven (engelska: Fantastic Mr. Fox) är en barnbok från 1970, skriven av Roald Dahl. Boken handlar om räven och hans familj. De försöker att ta sig ur en knipa med tre bönder – Bönne, Bunce och Bena. 2009 producerades filmen Den fantastiska räven med George Clooney som rösten till huvudpersonen.